# 叶尼诺农村居民点
叶尼诺农村居民点（俄语：Енинское сельское поселение）是俄罗斯联邦沃洛格达州别洛泽尔斯克区所属的一个农村居民点。其下辖有9个居民点，行政中心为拉夫罗沃。据2015年统计，该农村居民点的人口为424人。